# IC 1168
IC 1168 هو اصطدام مجري، يقع في كوكبة الحية، يقدر بعده عن مجرة درب التبانة بنحو 492 مليون سنة ضوئية، وقد تم اكتشافه في 19 يوليو 1891.

## روابط خارجية
- IC 1168 على موقع ويكي سكاي: DSS2, SDSS, GALEX, IRAS, Hydrogen α, X-Ray, Astrophoto, Sky Map, Articles and images